# Посиди
Посиди (грч. Ποσείδι) је приморско насељено место у општини Касандра у периферији Средишња Македонија, Грчка. Према попису из 2021. године био је 101 становник.
Насеље је подигнуто шездесетих година 20. века и први пут се помиње на попису из 1971. године са 23 становника.